# ماونتن أيرون
ماونتن أيرون (بالإنجليزية: Mountain Iron, Minnesota)‏ هي مدينة تقع في ولاية مينيسوتا في الولايات المتحدة. تبلغ مساحة هذه المدينة 184.69 (كم²)، وترتفع عن سطح البحر 453 م، بلغ عدد سكانها 2869 نسمة في عام 2010 حسب إحصاء مكتب تعداد الولايات المتحدة.

## التركيبة السكانية
قام مكتب تعداد الولايات المتحدة بتحديد بيانات التركيبة السكانية لماونتن أيرونفي تعداد الولايات المتحدة. في ما يلي، التركيبة السكانية حسب تعدادي 2000 و2010.

### تعداد عام 2000
بلغ عدد سكان ماونتن أيرون 2,999 نسمة بحسب تعداد عام 2000، وبلغ عدد الأسر 1,326 أسرة وعدد العائلات 847 عائلة مقيمة في المدينة. في حين سجلت الكثافة السكانية 60.7 نسمة لكل ميل مربع (23.4/كم2). وبلغ عدد الوحدات السكنية 1,409 وحدة بمتوسط كثافة قدره 28.5 نسمة لكل ميل مربع (11.0/كم2).
وتوزع التركيب العرقي للمدينة بنسبة 98.30% من البيض و 0.77% من الأمريكيين الأصليين و 0.23% من الأمريكيين ذوي الأصول الآسيوية و 0.57% من عرقين مختلطين أو أكثر.
بلغ عدد الأسر 1,326 أسرة كانت نسبة 27.6% منها لديها أطفال تحت سن الثامنة عشر تعيش معهم، وبلغت نسبة الأزواج القاطنين مع بعضهم البعض 50.2% من أصل المجموع الكلي للأسر، ونسبة 10.1% من الأسر كان لديها معيلات من الإناث دون وجود شريك، وكانت نسبة 36.1% من غير العائلات. تألفت نسبة 31.2% من أصل جميع الأسر من أفراد ونسبة 13.4% كانوا يعيش معهم شخص وحيد يبلغ من العمر 65 عاماً فما فوق. وبلغ متوسط حجم الأسرة المعيشية 2.83، أما متوسط حجم العائلات فبلغ 2.26.
بلغ العمر الوسطي للسكان 41 عاماً. وكانت نسبة 22.9% من القاطنين تحت سن الثامنة عشر، وكانت نسبة 9.4% بين الثامنة عشر والأربعة وعشرون عاماً، ونسبة 24.3% كانت واقعةً في الفئة العمرية ما بين الخامسة والعشرون حتى والأربعة وأربعون عاماً، ونسبة 27.9% كانت ما بين الخامسة والأربعون حتى الرابعة والستون، ونسبة 15.5% كانت ضمن فئة الخامسة والستون عاماً فما فوق. يوجد لكل 100 أنثى 94.0 ذكر، ويوجد لكل 100 أنثى في الثامنة عشر من عمرها فما فوق 90.4 ذكر.
بلغ متوسط دخل الأسرة في المدينة 35,163 دولار، أما متوسط دخل العائلة فبلغ 52,695 دولار. وكان متوسط دخل الذكور 41,806 دولار مقابل 22,837 دولار للإناث. وسجل دخل الفرد الخاص بالمدينة 18,761 دولار. وكانت نسبة 7.8% من العائلات ونسبة 10.7% من السكان تحت خط الفقر، وكان من هؤلاء نسبة 17.0% تحت سن الثامنة عشر ونسبة 5.4% في الخامسة والستين من العمر وما فوق.

### تعداد عام 2010
بلغ عدد سكان ماونتن أيرون 2,869 نسمة بحسب تعداد عام 2010، وبلغ عدد الأسر 1,336 أسرة وعدد العائلات 796 عائلة مقيمة في المدينة. في حين سجلت الكثافة السكانية 41.9 نسمة لكل ميل مربع (16.2/كم2). وبلغ عدد الوحدات السكنية 1,442 وحدة بمتوسط كثافة قدره 21.0 لكل ميل مربع (8.1/كم2).
وتوزع التركيب العرقي للمدينة بنسبة 96.8% من البيض و 0.7% من الأمريكيين الأصليين و 0.2% من الأمريكيين ذوي الأصول الآسيوية و 0.3% من الأمريكيين الأفارقة و 2.0% من عرقين مختلطين أو أكثر.
بلغ عدد الأسر 1,336 أسرة كانت نسبة 24.8% منها لديها أطفال تحت سن الثامنة عشر تعيش معهم، وبلغت نسبة الأزواج القاطنين مع بعضهم البعض 44.7% من أصل المجموع الكلي للأسر، ونسبة 10.3% من الأسر كان لديها معيلات من الإناث دون وجود شريك، بينما كانت نسبة 4.6% من الأسر لديها معيلون من الذكور دون وجود شريكة وكانت نسبة 40.4% من غير العائلات. تألفت نسبة 35.9% من أصل جميع الأسر من أفراد ونسبة 14.4% كانوا يعيش معهم شخص وحيد يبلغ من العمر 65 عاماً فما فوق. وبلغ متوسط حجم الأسرة المعيشية 2.72، أما متوسط حجم العائلات فبلغ 2.14.
بلغ العمر الوسطي للسكان 45.4 عاماً. وكانت نسبة 20.7% من القاطنين تحت سن الثامنة عشر، وكانت نسبة 7.2% بين الثامنة عشر والأربعة وعشرون عاماً، ونسبة 21.8% كانت واقعةً في الفئة العمرية ما بين الخامسة والعشرون حتى والأربعة وأربعون عاماً، ونسبة 33% كانت ما بين الخامسة والأربعون حتى الرابعة والستون، ونسبة 17.4% كانت ضمن فئة الخامسة والستون عاماً فما فوق. وتوزع التركيب الجنسي للسكان بنسبة 49.8% ذكور و50.2% إناث.

## تاريخ المدينة
تم إنشاء مدينة ماونتن آيرون عام 1892, وتم تسميتها بهذا الاسم بسبب منجم حديد جبلي الذي كان بالقرب من المدينة.
تم تعريف ماونتن آيرون كمدينة في عام 1972

## وصلات خارجية
- mtniron.com
- The US50 - Cities and Towns in Minnesota State